# Brezovica, Hrpelje-Kozina
Brezovica este o localitate din comuna Hrpelje - Kozina, Slovenia, cu o populație de 86 de locuitori.